# Казуар малий
Казуар малий або мурук (Casuarius bennetti) — вид безкілевих птахів родини казуарових (Casuariidae).

## Етимологія
Біноміальна назва дана на честь австралійського натураліста Джорджа Беннетта. Він першим дослідив зразки птаха, які привезли в Австралію, та дійшов висновку, що це новий вид. Учений відправив опудало птаха до Англії, де інші таксономісти підтвердили його твердження.

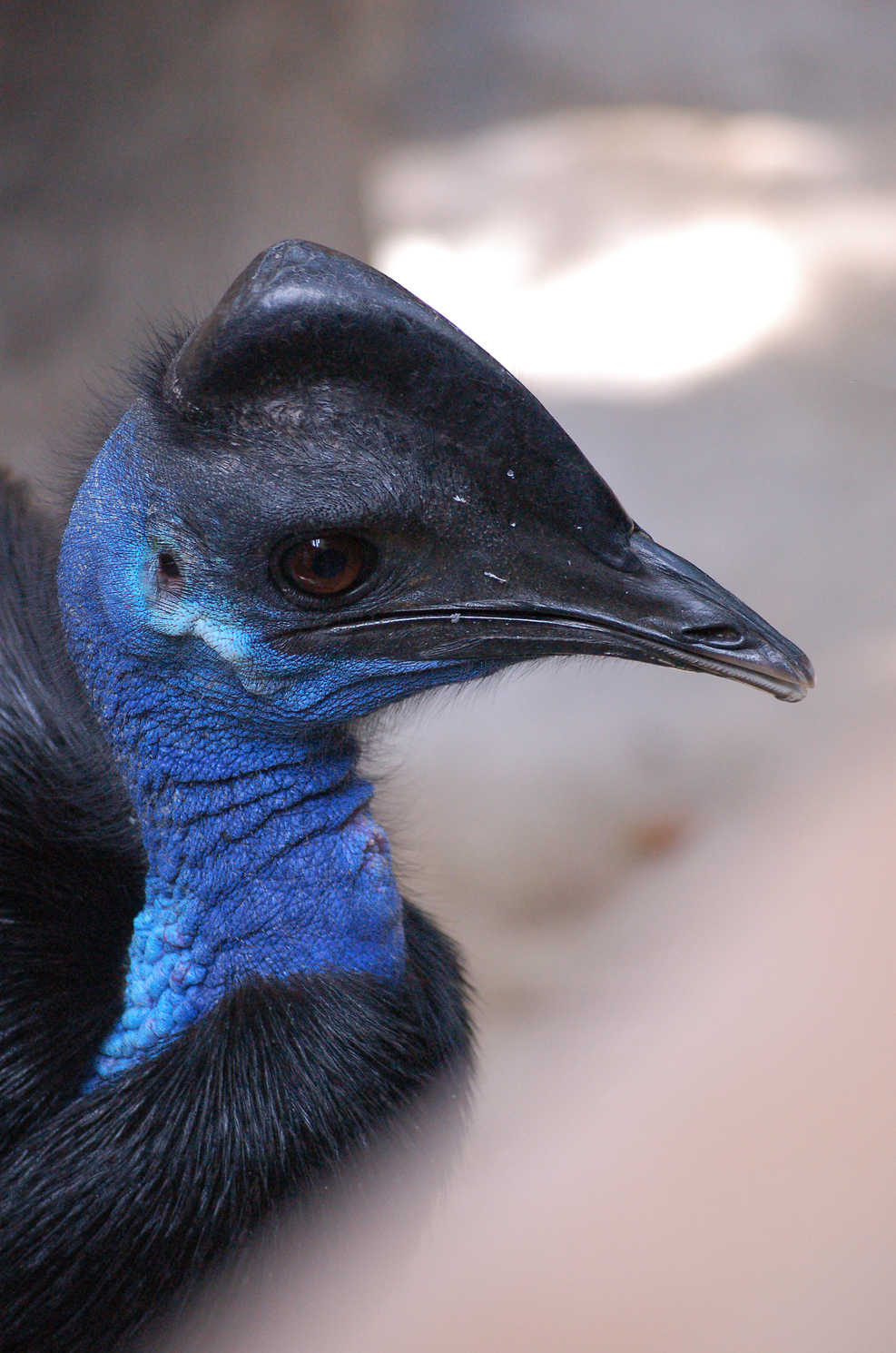
Голова казуара малого

## Поширення
Вид поширений на островах Нова Гвінея, Нова Британія та Япен. Мешкає у гірських лісах на висоті до 3300 м. У районах, де відсутні інші види казуарів, трапляється також у низовинних лісах.

## Опис
Найменший вид казуарів. Птах завдовжки 99-150 см та вагою 17-26 кг. Тіло вкрите довгим, твердим оперенням чорного забарвлення. Гола шия синього забарвлення з червоними плямами. На голові невеликий шолом трикутної форми. Ноги великі і потужні, оснащені кинджалоподібними кігтями на внутрішньому пальці. Обидві статі схожі. Самиці мають довші шоломи, яскравіші кольори шкіри і більші розміри тіла.

## Спосіб життя
Вид живиться фруктами, дрібними тваринами і комахами. Веде одиночний спосіб життя, пари утворює лише в період розмноження.